# À la musique (Chabrier)
Pour l’article homonyme, voir À la musique.
À la musique est une œuvre vocale d'Emmanuel Chabrier pour soprano solo, chœur de femmes et orchestre (ou piano). Les paroles sont du poète et dramaturge Edmond Rostand.

## Historique
Cette œuvre a été composée comme cadeau de pendaison de crémaillère pour Jules Griset, industriel et violoncelliste passionné (membre du célèbre Quatuor Geloso avec Albert Géloso, Pierre Monteux et Bloch) à qui elle est dédiée (« pour inaugurer la maison d'un ami »). Elle est créée en novembre 1890 chez Griset (alors place de Laborde, aujourd'hui 12 place Henri-Bergson, Paris) par la Société Chorale d'Amateurs Guillot de Sainbris avec Chabrier au piano.
La première représentation publique a lieu le 23 mars 1891 avec Mme Rachel-Pascaline Leroux-Ribeyre et l'Orchestre Colonne dirigé par Édouard Colonne au Théâtre du Châtelet. Elle est également jouée lors des Concerts du Conservatoire les 22 et 29 janvier 1893 avec Éléonore Blanc (qui créera le rôle de Briséïs quatre ans plus tard) comme soliste, sous la direction de Paul Taffanel. Le manuscrit orchestral se trouve désormais à la Bibliothèque nationale de France.
À la musique est une des pièces préférée de Claude Debussy et elle a été choisie par Désiré-Émile Inghelbrecht pour ouvrir le concert qu'il dirige pour inaugurer le nouveau Théâtre des Champs-Élysées le 2 avril 1913. Présent à la répétition de ce concert, Debussy demande au chef de la rejouer – rien que pour le plaisir de l'entendre.

## Analyse
La musique (marquée Andantino, molto con affetto ) est dans la veine la plus tendre et la plus lyrique de Chabrier, entièrement exempte de toute excentricité ou de grandiloquence pseudo-wagnérienne. Rollo Myers souligne des touches audacieuses, comme lorsque les altos, sur une pédale fa# dans l'orchestre, réitèrent pendant quatre longues mesures 9/8 les mots « musique adorable » sur la même note, tandis que le soliste et d'autres voix tissent autour d'eux une mélodie expressive commençant sur un sol. Il ajoute que « ses accents limpides et mélodieux sont totalement dépourvus de tous ces courants jonchés d'ironie, de bravoure ou d'exagération humoristique qui sont devenus acceptés comme les caractéristiques de son style très idiosyncrasique. »

## Orchestration
À la musique est composée pour un orchestre composé de deux flûtes, deux hautbois, deux clarinettes en si bémol, deux bassons, quatre cors en fa, deux trompettes en fa, trois trombones, timbales, triangle, deux harpes, violons, altos, violoncelles et contrebasses.